# 早稲田ユナイテッドバスケットボールクラブ
早稲田ユナイテッドバスケットボールクラブ（わせだユナイテッドバスケットボールクラブ、英: Waseda United Basket ball Club）は、日本のバスケットボールチーム。拠点は東京都西東京市。

## 選手とスタッフ

### スタッフ
| 役職                 | 名前       | 生年月日(年齢)        | 出身   | 前職                                            | 就任年 | 備考 |
| ゼネラルマネージャー | 岩崎勇一郎 | ????年??月??日        |        |                                                 | 2021   |      |
| ヘッドコーチ         | 栗原祐太   | 1981年8月27日（43歳） | 東京都 | 信州ブレイブウォリアーズ 選手兼アカデミーコーチ | 2018   |      |
| コーチ               | 森本聡     | ????年??月??日        |        |                                                 |        |      |
| コーチ               | 永田宏治   | ????年??月??日        |        |                                                 |        |      |
| コーチ               | 小渡将貴   | ????年??月??日        |        |                                                 |        |      |